# Топографска карта
Топографската карта е графично изображение на част от земната повърхност върху равнина. На нея със специални топографски символи са нанесени всички съществени физични особености на земната повърхност в картографирания район – надморска височина, релеф, пещери, реки, езера, мостове, пътна мрежа, електропроводи, постройки, растителност и други.

## Предназначение
В исторически план, преди да се възприемат символите за ситуацията в картираната местност и за изобразяване на особеностите на земната повърхност чрез хоризонтали, топографските карти са представлявали подробна рисунка, даваща представа както за релефа, така и за построеното или намиращото се върху терена. Така пътищата, сградите, обработваемите земи и даже дърветата са рисувани и тези карти са имали само познавателно значение, като не са давали точно геометрично представяне на земната повърхност.
Основното предназначение на топографската карта е да предоставя подробна информация за физическата география на местността. На топографските карти по правило се отпечатват: названията на населените места, названия на местности, реки, характерни височини с т.нар. коти, нанасят се символи за дървесния вид и височината на горските масиви, пасища, единични характерни храсти и дървета, пътища и други с оглед бързо ориентиране в местността. Не се нанасят границите на административните области, землища и други подобни.

## Методи за създаване на топографски карти
Създаването на топографски карти се осъществява чрез прилагането на различни методи, свързани преди всичко с използваните технически средства и начин на заснемане и обработка. Изработването на топографски карти или планове се нарича топографска снимка и в зависимост от приложените методи биват:
- мензулна снимка;
- тахиметрична снимка;
- снимка с фотограметрични методи като се използват земна и аерофотография.

## Използвани мащаби
Мащабът на заснетия релеф се определя от конкретната потребност от създавания план или карта. Достъпът до релефа, размера на засниманата площ, както и наличния паричен ресурс определят технологията – апаратните средства, създаването на опорна мрежа и гъстотата на подробните точки. В зависимост от мащаба в топографията се използват следните понятия:
- Топографски план – едромащабни топографски снимки от 1:100; 1:250; 1:500; 1:1000; 1:2000.
- Топографски карти – топографски снимки със средни мащаби от 1:5000 до 1:200000. Обикновено снимки се правят за мащабите 1:5000 и 1:25000, а останалите се създават като се използват по-едромащабните графични оригинали.
- Географски карти – това са дребномащабните карти, чийто мащаб е над 1:200000.

## Приложение и използване
На всяка топографска карта задължително се обозначават основната посока за ориентиране по картата и нейният мащаб. Основната посока за ориентиране почти във всички случаи е север. Това означава, че за да се ориентираме по топографската карта, първо трябва да се осеверим – да застанем с лице към посоката север и да разположим топографската карта пред нас така, че горният ѝ край да сочи на север. Тогава долният край на топографската карта е юг, левият – запад и десният – изток.
За да се ориентира правилно по топографската карта, работещият с нея трябва да умее да определя и разпознава ориентири, и да изчислява азимути по тях.
Топографските карти се използват основно за физическо ориентиране на местността. Те са необходими на военни, туристи, геолози, еколози, ландшафтни архитекти, при проектиране и строителство на сериозни инфраструктурни обекти и други.
В края на 20 век се появяват първите топографски карти на електронен носител. С появата на спътниковите навигационни системи от рода на GPS, Галилео и ГЛОНАСС, класическото ориентиране по топографска карта се превръща в стар и трудоемък метод. То обаче със сигурност няма да загуби своето значение и през нашия, 21 век.
| СПЪТНИКОВО ОРИЕНТИРАНЕ                                                                 | СПЪТНИКОВО ОРИЕНТИРАНЕ                                                                        | КЛАСИЧЕСКО ОРИЕНТИРАНЕ                                                                             | КЛАСИЧЕСКО ОРИЕНТИРАНЕ                                                                                               |
| предимства                                                                             | недостатъци                                                                                   | предимства                                                                                         | недостатъци |
| осъществява се за секунди                                                              | изисква скъпа апаратура                                                                       | необходими са само топографска карта и компас                                                      | за правилно ориентиране са необходими от 2 до 20, а понякога и повече минути                                         |
| точността може да бъде от порядъка на сантиметри                                       | апаратурата е енергозависима и може да аварира                                                | ориентирането не зависи от наличието на енергоносители                                             | точността е от порядъка на няколко десетки метра, при особено висока квалификация на ориентиращия – до няколко метра |
| не изисква специални знания и умения, апаратурата се настройва и ориентира автоматично | при отказ и/или грешка на апаратурата шансовете за успешно ориентиране са практически нищожни | ориентирането може да се осъществи винаги и навсякъде, когато, и където е способен да работи човек | необходимо е дълго и сложно обучение                                                                                 |